# Myrcia brasiliensis
Myrcia brasiliensis är en myrtenväxtart som beskrevs av Hjalmar Frederik Christian Kiaerskov. Myrcia brasiliensis ingår i släktet Myrcia och familjen myrtenväxter. Inga underarter finns listade i Catalogue of Life.